# Yvan Vanden Berghe
Yvan Vanden Berghe (Brugge, 24 december 1941) is een Belgisch hoogleraar en historicus.

## Levensloop
Na de Grieks–Latijnse humaniora te hebben doorlopen aan het Koninklijk Atheneum in Brugge, studeerde Vanden Berghe aan de Rijksuniversiteit Gent. Hij behaalde in 1963 met grote onderscheiding de graad van licentiaat geschiedenis.
Hij werd leraar in het rijksonderwijs en deed een jaar legerdienst in Duitsland. Hij werd vervolgens aspirant bij het Nationaal Fonds voor Wetenschappelijk Onderzoek en promoveerde in 1968 met grootste onderscheiding tot doctor in de letteren en wijsbegeerte. Onder de leiding van professor Jan Dhondt, behandelde hij in zijn doctoraal proefschrift de Brugse toestanden tijdens de revolutietijd op het einde van de achttiende eeuw. Zijn studie werd bekroond met de Pro Civitateprijs en werd gepubliceerd door het Gemeentekrediet van België. Hij vervolgde met de publicatie van talrijke wetenschappelijke artikelen en met de achtdelige uitgave van de Kroniek Van Walleghem.
In 1969 werd hij docent aan de pas opgerichte Economische Hogeschool Limburg. Hij werkte mee aan de opbouw van wat later het Limburgs Universiteit Centrum en nog later de Universiteit Hasselt werd. Hij doceerde er als gewoon hoogleraar tot in 1989.
Ondertussen werd hij ook docent aan de eveneens nieuwe Universitaire Instelling Antwerpen (UIA) voor de cursus Geschiedenis van de Internationale Politiek. Onder invloed van de internationale gebeurtenissen, waaronder vooral de oorlog in Vietnam, ondernam hij onderzoek betreffende de geschiedenis van de Koude Oorlog. In 1989 werd hij gewoon hoogleraar benoemd bij de Universiteit Antwerpen. Hij stichtte er een afstudeerrichting internationale politiek, met een eraan toegevoegde postuniversitaire opleiding. Vanaf 1986 publiceerde hij over de Koude Oorlog. Er volgden verschillende herdrukken van zijn voornaamste boek over het onderwerp, waarvan die verschenen in 2008 een standaardwerk werd in de Nederlanden en werd vertaald in vier talen waaronder het Russisch.
Aan de UIA en later de UA doorliep hij een normaal curriculum: gewoon hoogleraar, departementsvoorzitter, voorzitter van een faculteit en lid van de raad van bestuur. Hij was ook drie jaar gasthoogleraar aan de KU Leuven, in Nederland en in de VS. In 2008 bereikte hij het emeritaat.
Hij was stichter en voorzitter van de vereniging Bruggelingen buiten Brugge.
Hij ontving de Galbertusprijs vanwege de Brugse Persbond.

## Onderwijs
- Vanden Berghe doceerde economische en sociale geschiedenis, internationale politiek, Belgische politieke geschiedenis en deontologie aan de Economische Hogeschool Limburg.
- Aan de Universitaire Instelling Antwerpen (nu Universiteit Antwerpen) doceerde hij de 20-eeuwse geschiedenis van internationale betrekkingen met nadruk op Europese geschiedenis en de Oost-Westconflicten, de geschiedenis van het Belgisch buitenlands beleid en Actuele problemen van de internationale politiek.
- Aan de Katholieke Universiteit Leuven doceerde hij Geschiedenis van de internationale politiek.
- Aan de Universitaire Instelling Antwerpen (UIA) was hij oprichter van de afstudeerrichting Internationale Politiek (1985) en van de speciale licentie Internationale Politiek. Hij was voorzitter van deze opleiding, hernoemd tot master na master Internationale Betrekkingen en Diplomatie.
- Hij was oprichter van de didactische werkgroep leraren geschiedenis aan het Post Universitair Centrum Limburg.
- Hij was lid van de Nederlandse Visitatiecommissie Experimentele Letteren (september 1993 - april 1994) en Politieke Wetenschappen (2003-2004).
- Hij was meermaals voorzitter van de vakgroep menswetenschappen aan de Economische Hogeschool Limburg en zetelde er in de Raad van Bestuur (VWOL).
- Hij was voorzitter van het departement Politieke en Sociale Wetenschappen en voorzitter van de faculteit Rechten en Politieke Wetenschappen aan de Universitaire Instelling Antwerpen en lid van de raad van bestuur van de Universitaire Instelling Antwerpen.

## Wetenschappelijk werk
- Tot en met zijn doctoraat was het onderzoek door Vanden Berghe voornamelijk gericht op de Brugse toestanden tijdens de revolutieperiode op het einde van de achttiende eeuw.
- Vooral na 1980 verrichtte hij wetenschappelijk werk over de 20-eeuwse politieke geschiedenis van Europa, de Oost-West-tegenstellingen en de Belgische buitenlandse politiek. Hij publiceerde het eerste standaardwerk in het Nederlands over de Koude Oorlog (1987), met herwerkte edities in 1991 en 1995 en met vertalingen in het Frans, Tsjechisch en Russisch. Hij publiceerde een volledig herwerkte uitgave in het Nederlands en het Duits (2002) en een vijfde herwerkte uitgave (2008).
- Stichtend lid en bestuurslid van het Politologisch Instituut.
- Redactielid van Res Publica, van Neerlandia en van de Internationale Spectator.
- Lid van de wetenschappelijke commissie van het stadsarchief Brugge.
- Bestuurslid van International Peace Information Service (IPIS).

## Stoeten
Vanden Berghe stelde zijn historische kennis ter beschikking voor activiteiten gericht op een ruim publiek.
- Scenario's voor de Brugse Reiefeesten (1986 en 1989).
- In opdracht van de stad Brugge, scenario voor herdenkingsstoet naar aanleiding van de 500ste verjaardag van de dood van Maria van Bourgondië (1982 en 1987).
- Voor de Europafeesten van de stad Tielt creëerde hij, samen met de tekenaar GAL, de EuroGaliastoet, een satire op de internationale politiek (1986 en 1987).
- De Blijde Inkomst van Karel de Stoute, een biografische stoet over Karel de Stoute, ter gelegenheid van de 500ste verjaardag van het stadhuis van Leuven (1998 en 2003).
- Bloemen en de dingen die voorbijgaan, stoet gewijd aan de geschiedenis van de stad Gent, ter gelegenheid van 200 jaar Gentse Floraliën (2008).

## Publicaties

### Revolutietijd achttiende eeuw
- De reacties van de Bruggelingen tijdens de eerste Franse inval (1792-1793), Gent, 1963.
- De eerste schakel van een lange ketting te Brugge "Het vaderlands Nieuwsblad", in: Biekorf, 1964.
- De Brugse publicist Jean van Hese. Zoeklichten op zijn leven en werk, 1757-1802, in: Biekorf, 1965.
- De reacties van de Brugse Jacobijnen tijdens de eerste Franse inval (1792-1793). Een analytische studie van het ontstaan, de groei en de reacties van een politieke groep, in: Handelingen van de Maatschappij voor Geschiedenis en Oudheidkunde te Gent, 1965.
- Drukker F. van Hese in het gedrang. Een geval van averechtse repressie, Brugge 1790’', in:Biekorf, 1966.
- De Jacobijnse Club te Brugge (1792-1793), 1966.
- Philippe Veranneman de Watervliet. Een politiek publicist in de revolutietijd, Brugge 1790-1815, in: Biekorf, 1966.
- Robert Coppieters, in: Nationaal Biografisch Woordenboek, Deel 3, Brussel, 1968.
- Jan Van Hese, in: Nationaal Biografisch Woordenboek, Deel 3, Brussel, 1968.
- P. Vervisch, in: Nationaal Biografisch Woordenboek, Deel 3, Brussel, 1968.
- De algemene Armenkamer te Brugge (1776-1925). Een poging tot rationaliseren en laiciseren van de armenzorg, in: Standen en Landen, 1968.
- P. Vervisch, publicist, in: Nationaal Biografisch Woordenboek, Deel 3, Brussel, 1968.
- Een onbekende Brugse kroniek. Het Journaal van kruidenier Johannes Keukelinck (1787-1793), in: Biekorf, 1969.
- Sint-Andries stemt voor aanhechting bij Frankrijk (6 maart 1793), in:, Het Brugs Ommeland, 1969.
- Een analytische studie van het ontstaan en de reacties van de eerste moderne politieke groepen te Brugge (1780-1794). Een proeve van micro-geschiedenis in het kader van de studie van de 'Verlichting, Gent, 1969 (doctoraal proefschrift).
- Jan André vander Mersch, generaal, aanvoerder van de patriotten, in: Nationaal Biografisch Woordenboek, Deel 4, Brussel, 1970.
- De Raad van Besturen en Beden saneerde de stadsfinanciën. Het voorbeeld Brugge (1766-1794), in: Handelingen van het Genoot¬schap voor Geschiedenis te Brugge, 1970.
- De Brugse Jacobijnen, in: Spieghel Historiael, 1970.
- Het offensief van de steden tegen het corporatisme op het einde van de 18e eeuw. Een voorbeeld: de vruchteloze strijd van de Brugse beenhouwers, in: Gemeentekrediet van België, 1970.
- F. Brenart, bisschop en historicus, in: Nationaal Biografisch Woordenboek, Deel 4, Brussel, 1970.
- J. Vonck, partijleider, aanvoerder van de revolutionairen, in: Nationaal Biografisch Woordenboek, Deel 4, Brussel, 1970.
- De Nederlanden in het tijdperk der grote revoluties (1780-1794), in: Ons Erfdeel, 1970-71.
- J. Verlooy, publicist, Vlaams strijder en revolutionair, in: Nationaal Biografisch Woordenboek, deel 5, Brussel , 1972.
- Jacobijnen en Traditionalisten. De reacties van de Bruggelingen in de revolutietijd, 1780-1794, 2 vol., Brussel, Gemeentekrediet, 1972.
- De ‘Verlichte’ Wereld van de Oud-Katholiek B. Détert: De Rapsodisten, Een Onbekende Economische Periodiek (Brugge, 1784-1785), in: Bijdragen en Mededelingen betreffende de Geschiedenis der Nederlanden, 1972.
- De sociale en politieke reacties van de Brugse volksmassa op het einde van het ancien régime (1770-1794), in: Belgisch Tijdschrift voor Nieuwste Geschiedenis, 1972.
- De eerste flaminganten: G. F. Verhoeven en J. B. C. Verlooy in: Spiegel Historiael, 1973.
- Bernardus Detert, in: Nationaal Biografisch Woordenboek, Deel 6, Brussel, 1974.
- De Brugse burgemeester Robert Coppieters (1727-1797), een prototype van een ambtsedelman?, in: Tijdschrift voor geschiedenis, 1977.
- De crisis van het ancien régime in de Zuidelijke Nederlanden, Post-Graduate Onderwijs in de recurrente geschiedenis, dossier 5, Gent, 1977 (met medewerking van enkele leraars).
- Brugge in de revolutietijd. Een verzameling opstellen over Brugge op het eind van het ancien régime (1770-1794), Brugge 1978.
- Een stedelijke reactie op de politiek van Jozef II. Het geval Brugge: het onverwachte Jozefisme van de ambachten en de volksmassa, in: Documentatieblad werkgroep Achttiende eeuw, 1981.
- Specifieke kenmerken van de Brabantse Omwenteling te Brugge (1787-1790) in: Handelingen van het Colloquium over de Brabantse Omwenteling, 13-14 oktober 1983, Brussel 1984.
- Felix Brenart, in: M. Cloet, e.a., Het bisdom Brugge 1559-1984, Brugge, 1985.
- 1789 dans les Pays-Bas du sud: la Révolution brabançonne, in: Septentrion, 1989.
- De Franse Revolutie in de Zuidelijke Nederlanden, in: Ons Erfdeel, 1990.
- J. Van Walleghem, Merckenweerdigste voorvallen en daegelijcksche gevallen, Brugge 1787, 1788, 1789, 1790, 1791, 1792, 1793-94, 1795-96, uitgave geleid door Yvan Vanden Berghe, Brugge, 1982-1996.
- Het stedelijk netwerk in België in historisch perspectief (1350-1850). Een statistische en dynamische benadering, Brussel, Gemeentekrediet, 1992 (medewerking aan).
- Een analytische studie van het ontstaan en de reacties van de eerste moderne politieke groepen (1780-1794), in: Bulletin van het O.S.G.G.

Medewerking aan:
- Avondstoet Maria van Bourgondië 1482-1982, programmaboek, Brugge, 1982.
- De Verlichting in de Oostenrijkse Nederlanden en het Prinsbisdom Luik, catalogus tentoonstelling, Brussel, 1983.
- Het culturele leven in onze provincie in de 18e eeuw, Brussel, Gemeentekrediet van België, 1983.
- De Nederlanden in het tijdperk der grote revoluties (1780-1794), in: Ons Erfdeel, 1971.
- Het culturele leven in onze provincies onder Frans bewind: Het Leie-departement, Brussel, Gemeentekrediet van België, 1988.

### Sociale, economische en politieke geschiedenis van België
- De algemene werkstaking van 1936, Hasselt, 1970 (samen met M. Devriendt).
- De Verloren Vrede (1918-1939), Antwerpen, 1973 (medewerking aan).
- Dat bestond vroeger niet...: getuigenissen over het dagelijks leven in Limburg, 1920-1940, Borgloon, Provinciaal Centrum voor Cultureel Erfgoed, 1996 (samen met N. Paesen).
- "Het verraad van België", in: Civis Mundi, 1991.

### Internationale betrekkingen en diplomatieke geschiedenis
- België-Nederland: relatie-opbouw en beeldvorming gezien vanuit Belgische optiek, Civis Mundi, 1972.
- België-Nederland: relatie-opbouw en beeldvorming gezien vanuit Belgische optiek, De Syllabus, maandblad voor wetenschap en kunsten, 1972.
- De Rechten van de Mens in de internationale betrekkingen, Antwerpen, 1979 (samen met M. Bossuyt) (ed.).
- Een nieuwe rol voor de Westeuropese Unie ?, in: Kultuurleven, 1991.
- Eenentwintig stellingen over Westeuropese oligarchieën, in: De Standaard, 11 juni 1991.
- Tien vragen over Europa, in: De Standaard, 20 januari 1992.
- Un grand malentendu? Une histoire de la guerre froide (1917-1990), Louvain-la-Neuve, Academia, 1993.
- De l'Europhorie à l'Europhobie. Réactions des Flamands face à Actas del Congresso 1993, in: Actas del Congresso "Cultura Europea", Pamplona 1992.
- De l'Europhorie à l'Europhobie. Réactions des Flamands face à Actas del Congresso 1993, in: Actas del Congresso "Cultura Europea", Pamplona 1992.
- Vlaanderen en Nederland. Vazallen of medespeler ?, in: Internationale Spectator, januari 1993.
- Fouten, waarheden en onwaarheden over Oost-Europa en GOS, in: De Standaard, 6 april 1993.
- Tien stellingen over Oost-Europa en Rusland, in: De Standaard, 30 december 1993.
- Het grote misverstand, een geschiedenis van de Koude oorlog 1917-1990, Acco, 1993 & 1995.
- België en het buitenland, in: L. Huyse en K. Hoflack, De democratie heruitgevonden. Oud en nieuw in politiek België (1944-1950), Leuven, 1995.
- Istoričeskoe nedorazumenie? "Holodnaja vojna", 1917-1990, Moskou, Meždunarodnye otnošenija, 1996.
- Velké nedorozumĕní? Dĕjiny studené války (1917-1990), Praag, 1996.
- De nieuwe wereldorde volgens Samuel P. Huntington, in: Internationale spectator, 1997.
- De ontreddering van een grootmacht, in: De Morgen, 28 augustus 1998.
- Wat te doen als solidariteit niet helpt?, in: De Morgen, 17 december 1998.
- De crisis in Kosovo: een scharniermoment in de relatie tussen Rusland en het Westen?, in: Kritische geluiden in tijden van oorlog: de Kosovo-crisis, Antwerpen, UIA, Departement Politieke en Sociale Wetenschappen, 1999, (samen met Sarah Helsen).
- Twee eeuwen Buitenlandse Zaken, in: Internationale Spectator, 1999.
- Het water wordt steeds dieper, in: Internationale Spectator, 2003.
- Buigen en barsten: de toekomst van de Europese Unie en de NAVO, in: Internationale Spectator, 2003.
- Mythes rond de Europese eenmaking, in: De Standaard, 18 mei 2004.
- Vlaanderen gidsland?, in: Internationale Spectator, 2005.
- Over internationale politiek en Brugge, 2007.
- De Russische oppositie versus “de partij van dieven en zwendelaars”, in: Sceptr, februari 2017.

### Koude Oorlog
- De conferenties van Helsinki (1969-1975) en Belgrado (1977-1978) in historisch perspectief, in: De Nieuwe Maand, 1978.
- Dissidenten over Kroetsjev, in: Tijdschrift voor Diplomatie, 1978.
- De conferentie van Belgrado 1977-1978, in: De Nieuwe Maand, 1978.
- Eurostrategische atoomwapens en de zelfmoord van West-Europa, in: Tijdschrift voor Diplomatie, nov. 1981, (samen met B.V.A. Röling).
- Zeventig jaar Koude Oorlog (1917-1987): een kroniek, Acco, 1987.
- Veertig stellingen over de Koude Oorlog, in: De Nieuwe Maand, 1989.
- Vijf en twintig stellingen over de Sovjetunie, Oost-Europa, West-Europa en Vlaanderen, in: Vlaanderen Morgen, 1990.
- De Koude Oorlog: vergeven en vergeten?, in: De Nieuwe Maand, 1990.
- Veertig stellingen over de Koude Oorlog, in: Diego, april 1990.
- Het grote misverstand, een geschiedenis van de Koude oorlog 1917-1990, Acco, 1991 & 1995.
- Was de Koude Oorlog een misverstand ? Repliek, in: Internationale Spectator, 1992.
- Fouten, waarheden en onwaarheden over Oost-Europa en GOS, in: De Standaard, 6 april 1993.
- Tien stellingen over Oost-Europa en Rusland, in: De Standaard, 30 december 1993.
- Un grand malentendu? Une histoire de la guerre froide (1917-1990), Louvain-la-Neuve, Academia, 1994.
- Ex-kommunistische landen kunnen plotse overgang naar vrije markt niet aan, in: De Standaard, 7 januari 1995.
- De Koude Oorlog : begin en einde, in: Keesings Reflector, februari 1995.
- Edelman en burgerman: de reacties van de Belgische ambassadeurs in Boedapest op de sovjetbedreiging (1947-1958), in: Docendo discimus: liber amicorum Romain van Eenoo, Gent, 1999.
- Was de nederlaag van het communisme te wijten aan imperial overstretch? Opgang en neergang van supermogendheden, in: Internationale Spectator, 2001.
- Rusland van anti-imperialisme tot anti-terrorisme, in: Internationale Spectator, 2001.
- De Koude Oorlog 1917-1991, Leuven 2002 (3 drukken).
- Der Kalte Krieg 1917-1991, Leipzig 2002.
- De Koude Oorlog. Een nieuwe geschiedenis (1917-1991), Leuven, uitg. Acco, 2008.
- Vijfenveertig jaar Europese deling door Koude Oorlog (1946-1991), in: De erfenis van Karel De Grote (1814-2014), Gent, 2014.

### Onderwijs en algemene culturele problematiek
- Vlaams-Nederlandse culturele samenwerking, in: Intermediair, 1971.
- Recht op geschiedenis, in: Kwartaalschrift Wetenschappelijk Onderwijs Limburg, 1971.
- Wanneer 'leeft' een gemeentelijk archief?, in: Driemaandelijks Tijdschrift van het Gemeentekrediet, januari 1974.
- Ideeën voor een draaiboek van een film over stadskernhernieuwing te Brugge, in: Vlaanderen, 1975.
- To the Intellectuals of Zoetenaaie and Lootenhulle. Een oud debat heropend: taalgebruik in het onderwijs, Brussel, 1990 (medewerking aan).
- Nederlands eerst, in : De Standaard, 20 november 1990.
- Verengelsing, in: Neerlandia, 1990.
- Virussen spreken Engels, in: Neerlandia, 1992.
- Nederlands eerst. De taal van het hoger en universitair onderwijs, in: Vlaanderen Morgen, 1992.
- De kans op conflicten is zeer groot, in: G. Tastenhoye, Naar de multiculturele samenleving, Leuven 1993.
- Nederlandse Onderwijsvisitatie Nieuwe Letterenopleidingen, VSNU, Utrecht, 1994 (medewerking aan).
- Vijftien stellingen over identiteit, in: Civis Mundi, 4, 1998.
- Stop de hysterie omtrent de Slovaakse zigeuners, in: De Standaard, 17 oktober 1999.
- Look before you leap, in: Financieel Economische Tijd, 1 februari 2002.
- De toverkracht van het Engels, in: Punt, 26 februari 2002.
- De tranen van de koningin, in: Neerlandia, 2002.
- De historicus, Kwaliteit als paradigma, Kortrijk, Sherazade, 2003.
- New Holland: enkele kanttekeningen bij de geschiedenis van het Koninkrijk der Nederlanden van 2000 tot 2025, in: Streven, 2003.
- De waarheid over Erasmus en andere universitaire sprookjes, in: De Tijd, 23 november 2004.
- Onderwijsvisitatie, in: Politicologie, Utrecht, 2004 (samen met D. Braun e.a.).

### Literair werk
- De Burgemeester van B., Antwerpen, 1996. Een satire op de Brugse en de Belgische politiek.
- Sed nihil ad Brugas? Itinerarium van een Bruggeling, in: Valentin Vermeersch e.a. Brugge, Antwerpen, Mercatorfonds, 2002 (zelfde in het Frans en het Engels).
- 1950. Mijn oom Kamiel, Westmalle, Uitg. Nomonkeybooks, 2010. Herinneringen aan het leven in het Brugge van toen, de koningskwestie met de volksraadpleging en de dramatische troonsafstand van Leopold III, de rol hierin van Achilles Van Acker en van de CIA.
- 1969. Het jaar van Jelena, Uitgeverij Vertelpunt, 2012. Over de gebeurtenissen rond de oprichting van de nieuwe universiteit in Limburg en de activiteiten van de CIA ten aanzien van journalisten en academici, die zich tijdens de Koude Oorlog met internationale politiek bezig hielden.
- Onder geleerden, Antwerpen, Uitg. Polemos, 2017. Een ironische en satirische roman over professoren in een denkbeeldige universiteit.

## Wetenschappelijk geïnspireerde interviews in de BRT-televisiereeksCurriculum
- In 1979: Pierre van Outryve d'Ydewalle, ere-gouverneur van West-Vlaanderen en Mgr. Jan Van Cauwelaert, ere-bisschop van Inongo.
- In 1980: prof. dr. Leo Apostel, filosoof; A. Wallaert, oud-vakbondsleider; Marcel Vanaudenhove, ere-directeur-beheerder van het Gemeentekrediet van België; prof. dr. Jef Van Bilsen, vader van een onafhankelijk Congo?; prof. dr. B. Röling, polemoloog.
- In 1981: minister van staat prof. Robert Houben; prof. Grootaers, japanoloog en sinoloog; ere-ambassadeur J. Vander Meulen.

## Wetenschappelijk geïnspireerde radio-uitzendingen
- Van München tot Hirosjima, 10 uitzendingen van de schoolradio voor voortgezet onderwijs, BRT 3, oktober 1984 - maart 1985.
- Yalta en Potsdam. Mythe en Waarheid, 8 programma's in de reeks Symposium, BRT 3, van 02.01.1985 tot 20.02.1985.
- Hirosjima en Nagasaki (aug. 1945), BRT 3, 3 programma's in de reeks Symposium, december 1985.